# Uranius Patera
L'Uranius Patera è una struttura geologica della superficie di Marte.